# 泸西文庙
泸西文庙，即广西直隶州文庙（原为广西府文庙），位于云南省红河州泸西县中枢镇钟秀山南麓，始建于明成化十七年（1481年），后多次迁建，清同治十一年（1872）重修。现存照壁、泮池、大成门、大成殿、两庑、崇圣殿等，2001年重建棂星门。大成殿坐北向南，五开间，重檐歇山顶建筑。2012年1月7日公布为第七批云南省文物保护单位。